# Résolution 156 du Conseil de sécurité des Nations unies
Membres permanents
- Chine (Taïwan)
- États-Unis
- France
- Royaume-Uni
- URSS

Membres non permanents
- Argentine
- Sri Lanka
- Équateur
- Italie
- Pologne
- Tunisie

Résolution no 155 Résolution no 157
La Résolution 156  est une résolution du Conseil de sécurité des Nations unies adoptée le 9 septembre 1960, dans sa 895e séance, après avoir reçu un rapport du Secrétaire général de l'Organisation des États américains (OEA), le Conseil a noté son approbation concernant la première résolution de l'Assemblée des consultations des ministres des affaires étrangères des Républiques américaines avec lesquels un accord a été atteint sur l'application de mesures concernant la République dominicaine.
À la suite de la décision de l'OEA de rompre les relations diplomatiques et sanctionner le régime de Rafael Trujillo après son implication dans une tentative d'assassinat contre le président Rómulo Betancourt du Venezuela, l'Union soviétique a présenté une ébauche du texte de la résolution, mais cela a été rejeté par les autres membres du Conseil en raison de la question des sanctions non militaires.

## Vote
La résolution a été adoptée par 9 voix.

La République populaire de Pologne et l'Union des républiques socialistes soviétiques se sont abstenus. 

## Texte
- Résolution 156 Sur fr.wikisource.org
- Résolution 156 Sur en.wikisource.org